# Selvena
Selvena è una frazione del comune italiano di Castell'Azzara, nella provincia di Grosseto, in Toscana.

## Storia
Conosciuto sin dai tempi degli Etruschi e dei Romani che ne sfruttavano le ricche miniere di cinabro, il paese di Selvena ha avuto un importante ruolo durante l'età medievale. Il castello che vi sorge, l'imponente fortezza aldobrandesca risalente al IX secolo, è stata teatro di continue contese, battaglie e lunghissimi assedi. Il castello, ritenuto inespugnabile, ha avuto il suo ultimo castellano nel XV secolo, il conte Giacomo Aldobrandeschi autore di un testamento che impone ai selvignani «di offrire in perpetuo la notte del giorno quattordicesimo d'agosto un cero votivo del valore di 200 denari senesi alla Madonna assunta in cielo», tradizione che venne col tempo abbandonata.

## Monumenti e luoghi d'interesse

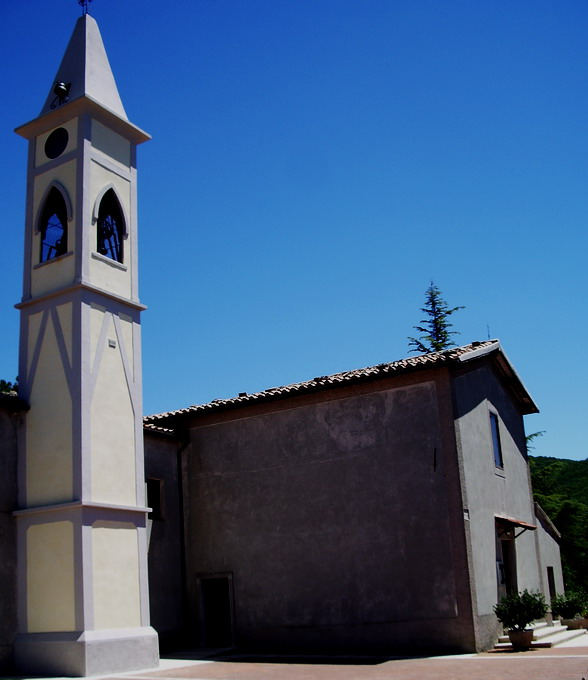
Chiesa di San Nicola

- Chiesa di San Nicola da Tolentino, costruita nel 1797 e consacrata nel 1838, è stata ampliata con l'aggiunta del campanile nel 1850. L'edificio è stato restaurato radicalmente nel 1935. La chiesa sorge a sostituzione dell'antica pieve fatta costruire nel 1238 dalla contessa Tomasia, come ricorda una targa posta sullo spigolo sinistro della facciata, proveniente dalla vecchia pieve.[2]

- Rocca Silvana, situata poco a sud del borgo, si tratta di un antico castello degli Aldobrandeschi, ricordato sin dall'anno 833, di cui sono oggi visibili i ruderi.[3]

## Società

### Evoluzione demografica
Quella che segue è l'evoluzione demografica della frazione di Selvena. Sono indicati gli abitanti dell'intera frazione e dove è possibile la cifra riferita al solo capoluogo di frazione.
Dal 1991 sono contati da Istat solamente gli abitanti del centro abitato, non della frazione.
| Anno | Abitanti | Abitanti       |
| Anno | Frazione | Centro abitato |
| ---- | -------- | -------------- |
| 1745 | 263      | -              |
| 1833 | 333      | -              |
| 1845 | 428      | -              |
| 1921 | 1 305    | -              |
| 1931 | 1 463    | -              |
| 1961 | 1 418    | 1 207          |
| 1981 | 882      | 758            |
| 1991 | -        | 692            |
| 2001 | -        | 578            |
| 2011 | -        | 480            |

## Cultura
Dieci anni fa, grazie all'associazione Pro Loco paesana l'evento del 14 agosto è ora una fissa ricorrenza nel calendario delle feste del paese e anticipa la rivecazione storica della giornata successiva.
Oltre all'offerta del Cero votivo in onore della Madonna dell'Assunta (richiesto alla popolazione dall'ultimo castellano della Rocca, il conte Giacomo Aldobrandeschi nel XV secolo) e portato in corteo storico per le vie del paese insieme al Palio, il 15 agosto le maggiori contrade del paese si danno battaglia nel palio dei somari chiamato "Casali Silbinae" (gara che porta il nome latino del paese), e dal 2016 è organizzato dal Gruppo Storico Casali Silbina.  Le tre maggiori contrade (ventuno un tempo) sono:
- Contrada Belvedere, citata in un testamento del 1707, e rappresentata da drappo nero e grigio a scacchiera, in onore della Balzana di Siena.
- Contrada Borghetto, la più antica - anch'essa citata in un testamento ma del 1639. È rappresentata da un drappo blu con croce di S.Andrea dorata, in onore all'ormai distrutto castello di Belvedere.
- Contrada Molino, citata in un documento del 1720 e prende dal Molino che vi era presente, infatti il suo drappo rosso e bianco che richiama i colori del cinabro e della farina.

## Economia
Un importante fattore che ha contribuito allo sviluppo del paese sono le ricchissime miniere di cinabro. Il paese si trova infatti prossimo a due miniere:
- la miniera del Siele,
- la miniera del Morone (uno dei più ricchi giacimenti toscani).

La chiusura di queste, avvenuta all'inizio degli anni ottanta, ha avuto come conseguenza, l'abbandono del paese da parte di molti dei suoi abitanti.